# ام‌اس فری انترپرایز ۲
ام‌اس فری انترپرایز ۲ (به انگلیسی: MS Free Enterprise II) یک کشتی بود که طول آن  Length on deck - 108.11m (354.7 ft) (overall) 98.50m (323.2 ft) (between perpendiculars) و  ارتفاع آن   9.66m (31.7 ft) (moulded) بود. این کشتی  در سال ۱۹۶۵ ساخته شد.